# Emmanuel Godfroid
Pour les articles homonymes, voir Godfroid.
Manuel Godfroid (plus souvent appelé « Manu » Godfroid) est un ancien footballeur belge né le 16 août 1972 à Huy. Fort d'une carrière longue de 20 ans, il évolue plusieurs saisons dans en D1 belge avant de tenter et de réussir un transfert en Roumanie.

## Carrière

### Joueur
Manu Godfroid entame sa carrière professionnelle à 19 ans avec le Royal Club Liégeois alors que ce cercle connaît ses saisons les plus paradoxales. Le plus vieux club wallon fête son centenaire mais les soucis financiers sérieux jettent un voile sur les festivités. Le parcours sportif du club est difficile. Godfroid est transféré vers...le plus vieux club du pays à l'été '94. Au terme de la saison suivante, l'Antwerp termine premier sauvé alors que Liège est renvoyé en D2.
Le footballeur hutois passe quatre saisons au Bosuil. Dans un premier temps, les résultats s'améliorent mais en 1998, c'est la chute. Le « Great Old » est renvoyé en Division 2.
« Manu » est alors appelé par le Standard de Liège. Ce transfert semble sportivement gratifiant, mais le joueur ne reçoit pas souvent sa chance. Il n'apparaît que lors de 32 rencontres de championnat en quatre saisons. Il accepte alors un transfert étonnant, car encore peu courant pour l'époque, vers l'Europe de l'Est et signe au Rapid Bucarest en Roumanie. Sur le bord de la Mer Noire, il étoffe son palmarès du titre national roumain 2003 et de la Super Coupe roumaine la même année. Il laisse d'excellents souvenir auprès des dirigeants, de ses équipiers et de la presse locale  La saison suivante, il retrouve le football belge le temps de deux rencontres de Ligue des Champions. Lors du 2e tour de qualification (à l'époque il y en avait 3), il croise la route du Sporting d'Anderlecht. Après un nul vierge à Bucarest, le « Mauves & Blancs » s'imposent (3-2) à domicile.
Après son aventure roumaine, Godfroid alors âgé de 32 ans retourne « à ses premières amours » du matricule 4 désormais dénommé « RFC de Liège » qui évolue en Promotion (4e niveau). Après une modeste 9e place en 2004-2005, le cercle joue les premiers rôles la saison suivante. Il doit cependant laisser s'échapper Seraing RUL et se satisfaire du « Tour final ». Liège trébuche sur la dernière marche (3-1, à Bocholt) mais remporte le match de repêchage (0-2, à St-Paulus Opwijk). À la suite de l'arrêt d'activités de Beringen-Heusden-Zolder, le RFC de Liège retrouve la Division 3. Le joueur mosan n'effectue pas la transition vers le haut Il se lie avec la JS Bas-Oha, le cercle de son village natal qui évolue en « Promotion ». Classé sixième en 2007, le «  matricule 1465 » est versé avec dans une série avec des formations anversoises et limbourgeoises l'année suivante. il termine avant-dernier et descend en 1re provinciale. Lors de sa 3e et dernière saison chez les « P'tits Bleus », Manu Godfroid contribue à la conquête du titre provincial qui ramène le cercle en séries nationales. « Manu » (37 ans) traverse la Meuse et rejoint Solières Sports en P2 (6e niveau). Au début de la saison 2011-2012, en froid avec le staff technique, il met un terme à sa collaboration avec les « Rouges » .

### Entraîneur
En 2011, E. Godfroid entame sa carrière d'entraîneur avec le R. FC Hannutois. Deux ans plus tard, il accepte de collaborer avec le R. AEC Sclayn un club de « P3 » dans l'entité d'Andenne.

## Palmarès
- Champion de Roumanie en 2003 avec le Rapid Bucarest
- Vainqueur de la Supercoupe de Roumanie en 2002 avec le Rapid Bucarest